# Lamesa
La ville américaine de Lamesa (en anglais : [ləˈmisə]) est le siège du comté de Dawson, dans l’État du Texas. Située au sud de Lubbock dans la région de la Llano Estacado, Lamesa fut fondée en 1903. Son économie repose sur l'élevage et la culture du coton.

## Source
- (en) Cet article est partiellement ou en totalité issu de l’article de Wikipédia en anglais intitulé « Lamesa, Texas » (voir la liste des auteurs).